# Kuurne-Bruxelles-Kuurne 1994
La Kuurne-Bruxelles-Kuurne 1994, quarantottesima edizione della corsa, si svolse il 27 febbraio su un percorso di 206 km, con partenza e arrivo a Kuurne. Fu vinta dal belga Johan Museeuw della squadra MG Boys Maglificio-Technogym davanti al connazionale Johan Capiot e al tedesco Olaf Ludwig.

## Ordine d'arrivo (Top 10)
| Pos. | Corridore        | Squadra                      | Tempo    |
| ---- | ---------------- | ---------------------------- | -------- |
| 1    | Johan Museeuw    | MG Boys Maglificio-Technogym | 5h02'20" |
| 2    | Johan Capiot     | TVM-Bison Kit                | s.t.     |
| 3    | Olaf Ludwig      | Telekom                      | s.t.     |
| 4    | Niko Eeckhout    | Collstrop-Willy Naessens     | s.t.     |
| 5    | Hendrik Redant   | ZG Mobili-Selle Italia       | s.t.     |
| 6    | Jans Koerts      | Festina-Lotus                | s.t.     |
| 7    | Mario De Clercq  | Lotto                        | s.t.     |
| 8    | Danny Van Looy   | Trident-Schick               | s.t.     |
| 9    | Martin van Steen | TVM-Bison Kit                | s.t.     |
| 10   | Thierry Gouvenou | Gan                          | s.t.     |